# الانطباعية في الموسيقى
الانطباعية في الموسيقى (بالإنجليزية: Impressionism in music)‏ هي حركة شاعت بين مجموعة متنوعة من ملحني الموسيقى الكلاسيكية الغربية (في أواخر القرن التاسع عشر وأوائل القرن العشرين بصورة أساسية) تركّز موسيقاهم على المزاج والجوّ، «إيصال الأمزجة والمشاعر التي يثيرها الموضوع بدلًا عن صورة نغمية مفصّلة». «الانطباعية» هي مصطلح فلسفي وجمالي مستوحًى من الرسم الفرنسي المُنتج في أواخر القرن التاسع عشر وسمّي تيمنًا بلوحة مونيها انطباع، شروق الشمس. وُسم الملحنون بالانطباعيين قياسًا بالرسامين الانطباعيين الذين استخدموا ألوانًا متباينة على نحو صارخ، تأثير الضوء على جسم ما، أمامية وخلفية ربداء، منظورًا مسطحًا، إلخ. لدفع المُشاهد إلى تركيز انتباهه على الانطباع الكلّي.
السمة الأكثر بروزًا في الانطباعية الموسيقية هي استخدام «اللون»، أو باستخدام مصطلحات موسيقية، الجرس، الذي يمكن تحصيله عبر التوزيع الآلي، استخدام التناغم، التركيب، إلخ. تنطوي العوامل الأخرى للموسيقى الانطباعية على توليفات الأوتار، النغمية المبهمة، التوافقيات الموسعة، استخدام الأنماط والموازين الغريبة، التناغم المتوازي، الميوزيكالية المفرطة، والعناوين المثيرة للعواطف مثل (انعكاس على الماء، 1905)، (ضباب، 1913).

## تاريخها

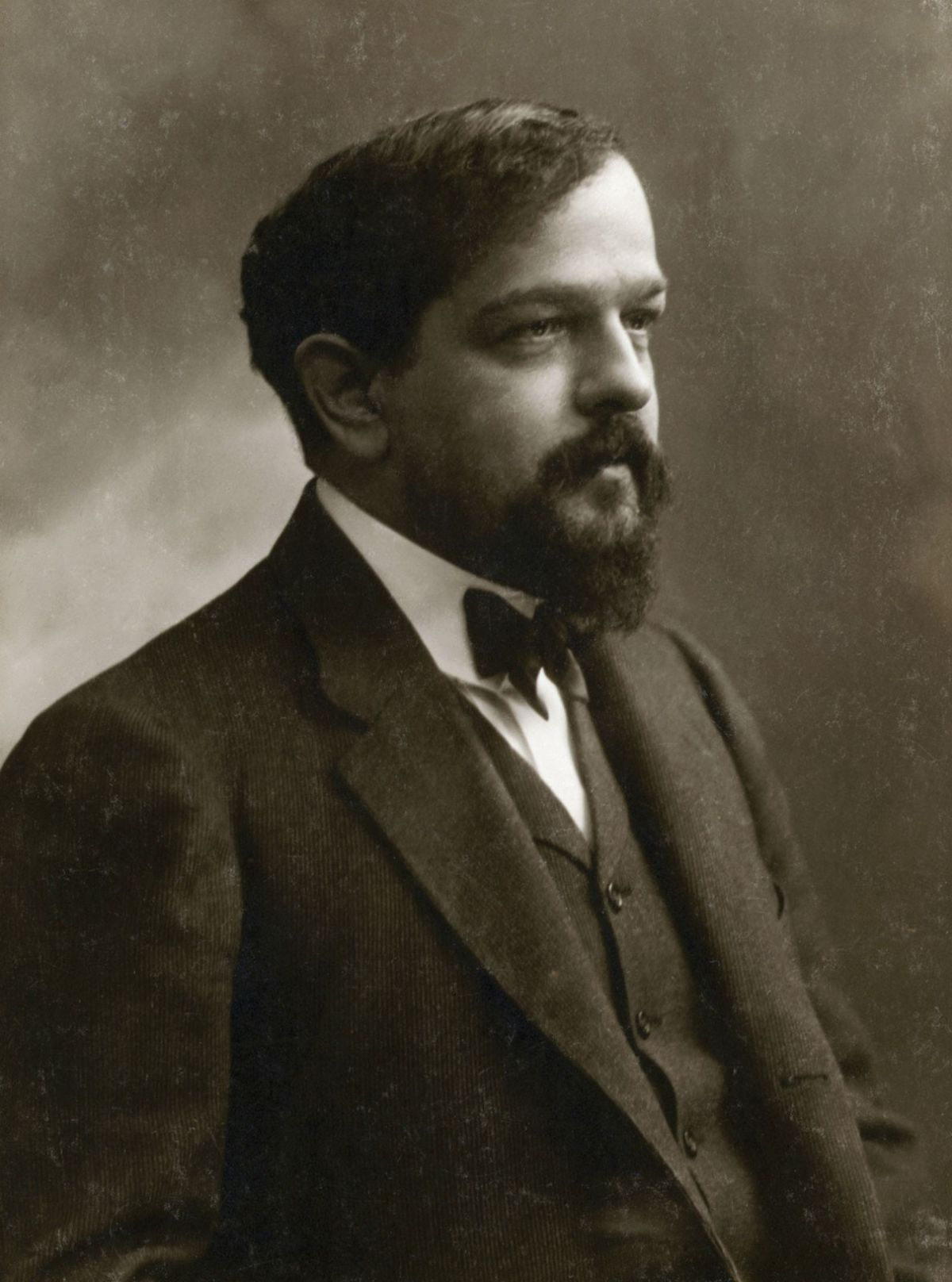
كلود ديبوسي حوالي عام 1908

يُعتبر كلود ديبوسي وموريس رافيل من الشخصيات القيادية في الانطباعية، رغم أن ديبوسي رفض هذه العنونة (كتب في عام 1908 «يُسمي البلهاء {ما أحاول كتابته في هيئة صور} «انطباعيةً»، وهو مصطلح طُبق بغاية انعدام الدقة، خصوصًا من قبل نقاد الفن الذين يستخدمونه كعلامة يلصقونها على تيرنر، أفضل صانع ألغاز في الفن كله!) وأعرب رافيل عن عدم ارتياحه للمصطلح، وزعم في أحد المراحل أنه لا يمكن تطبيقه بصورة ملائمة على الموسيقى أبدًا. تعطي انطباعية ديبوسي مفعولًا نموذجيًا «تستجلب مزاجًا، إحساسًا، جوًا أو مشهدًا» عبر خلق صور موسيقية من خلال محفزات نوعية، تناغم، موازين غريبة (مثلًا، موازين الأبعاد الكاملة أو الموازين خماسية النغمات)، جرسًا آلاتيًا، أوتار عالقة ضخمة (التاسع، والحادي عشر، والثالث عشر)، حركة متوازية، نغمية مبهمة، تلوينية متطرفة، استخدام مفرط لدواسات البيانو، وعناصر أخرى. يُوسم بعض الملحنين الانطباعيين، ديبوسي ورافيل على وجه التحديد، بالملحنين الرمزيين أيضًا. أحد الخاصيات المشتركة بين النزعات الجمالية هي «شعور بمراقبة متجردة: بدلًا عن التعبير عن إحساس عميق أو سرد قصة»؛ كما في الشعر الرمزي، الإعراب العادي معطل عادة والصور الفردية التي تحمل معنى العمل مُستحضرة.
مع أن الانطباعية لم تنشأ بصفة حركة إلا بعد العام 1890، يُعزى ابتكار الأسلوب إلى إرنست فانيلي في بداية ثمانينيات القرن التاسع عشر. مع ذلك، لم تؤدى أعماله قبل العام 1912. قاد أداء أعماله في ذلك العام إلى مزاعم بأنه كان أبو الانطباعية الموسيقية. كتب رافيل: «هذه الانطباعية مختلفة للغاية بالتأكيد عن قرينتها خاصة ملحني أيامنا هذه ... تنحدر انطباعية السيد فانيلي بصورة أكثر مباشرةً من بيرليوز». وأضاف أن أسبقية فانيلي المزعومة لا تقلل من قيمة إنجازات الملحنين اللاحقين بأي شكل: «لا يمكن لتحقيقات فانيلي الشاب أن تقلل من قيمة تحقيقات زملائه ... أمر عجيب أن هذه التحقيقات اتخذت أهمية فجأة لأن مضغتها اكتُشفت في عمل كُتب منذ 30 عامًا».
يتضمن مؤلفون أُخر ربطوا بالانطباعية ماري بولنجي، وإسحق ألبينيز، وفريدريك ديليوس، وبول دوكا، وأليكساندر سكريابين، ومانويل دي فايا، وجون ألدن كاربينتر، وأوتورينو ريسبايي، وتشارلز توملينسون غريفيس، وفيديريكو مومبو. الملحن الفنلندي جان سيبيليوس مشترك بالانطباعية أيضًا، وقصيدته النغمية بجعة تونيلا (1893) سابقة لقصيدة ديبوسي مقدمة لعصر إله من آلهة الغابات (تُعتبر عملًا إبداعيًا في الانطباعية الموسيقية) بعام واحد. استقى الملحن الأمريكي هاورد هانسن أيضًا من كل من سيبيليوس والانطباعية عامةً في أعماله مثل سمفونيته الثانية.